# 奧莫牧場 (加利福尼亞州)
奧莫牧場（英語：Omo Ranch）是位於美國加利福尼亞州埃爾多拉多縣的一個非建制地區。該地的面積和人口皆未知。

## 地理
奧莫牧場的座標為38°34′53″N 120°34′24″W / 38.58139°N 120.57333°W，而該地的平均海拔高度為1101米（即3612英尺）。